# Sooglossus
Genre
Synonymes
- Nesomantis Boulenger, 1909

Sooglossus est un genre d'amphibiens de la famille des Sooglossidae.

## Répartition et habitat
Ce genre regroupe deux espèces endémiques des îles de Mahé et de Silhouette, appartenant à l'archipel des Seychelles dans l'océan Indien.
Les deux espèces vivent principalement dans la forêt tropicale humide.

## Description
L'espèce type de ce genre est Sooglossus sechellensis, précédemment enregistrée sous Arthroleptis sechellensis. Ce sont des anoures de la famille des Sooglossidae qui se distinguent essentiellement par une langue elliptique sans encoche postérieure. Leur taille n'excède pas 25 mm.

## Liste des espèces
Selon Amphibian Species of the World (18 novembre 2016) :
- Sooglossus sechellensis (Boettger, 1896)
- Sooglossus thomasseti (Boulenger, 1909)

## Taxinomie
Le genre Nesomantis a été synonymisé avec Sooglossus par Frost, Grant, Faivovich, Bain, Haas, Haddad, de Sá, Channing, Wilkinson, Donnellan, Raxworthy, Campbell, Blotto, Moler, Drewes, Nussbaum, Lynch, Green et Wheeler en 2006.

## Étymologie
Le nom de ce genre, composé des termes grecs soos, « sûr, sain, indemne, sans blessure », et glossa, « langue », fait référence à leur langue sans encoche postérieure.

## Publications originales
- Boulenger, 1906 : Descriptions of new batrachians discovered by Mr. G.L. Bates in South Cameroon. Annals and Magazine of Natural History, ser. 7, vol. 17, p. 317-323 (texte intégral).
- Boulenger, 1909 : A list of the freshwater fishes, batrachians, and reptiles obtained by Mr. J. Stanley Gardiner's expedition to the Indian Ocean. Transactions of the Linnean Society of London, vol. 12, p. 291-300 (texte intégral).